# John Hicks (músico)
John Josephus Hicks, Jr. (Atlanta, de Georgia, 21 de diciembre de 1941 - 10 de mayo de 2006) fue un pianista y compositor de jazz.

## Biografía
Hicks estudió música en la Lincoln University de Misuri y la Berklee School of Music de Boston. Tocó con Johnny Griffin y con Pharoah Sanders antes de trasladarse a Nueva York en 1963. Allí, tocó con Kenny Dorham, Lou Donaldson y Joe Henderson antes de unirse a Art Blakey's Jazz Messengers (1964–1965) y con Betty Carter (1966–1968, 1975–1980), además de uno de los grupos de Woody Herman (1968–1970). 
Otros músicos con quienes tocó incluyen Idris Muhammad, Lee Morgan, David Murray, Joe Lovano, David "Fathead" Newman, Kenny Barron, Sonny Stitt, Roy Haynes, Sonny Rollins, Freddie Hubbard,  Jon Hendricks y Roy McCurdy.

## Discografía

### Como líder
- Hell's Bells (1978)
- After the Morning (1979)
- Some Other Time  (1981)
- John Hicks  (1984)
- Sketches of Tokyo (1986) con David Murray
- Luminous  (1988)
- Two of a Kind  (1989)
- Live at Maybeck Recital Hall, Vol. 7  (1991)
- In Concert  (1993)
- Beyond Expectations (1994)
- Piece for My Peace  (1996)
- After the Morning  (1997)
- Something to Live For: A Billy Strayhorn Songbook  (1998)
- Hicks Time: Solo Piano  (1999)
- Nightwind: An Erroll Garner Songbook  (1999)
- Impressions of Mary Lou (2000)
- Music in the Key of Clark: Remembering Sonny Clark  (2002)
- Fatha's Day: An Earl Hines Songbook  (2003)
- Sweet Love of Mine  (2006)
- On the Wings of an Eagle  (2007)
- I Remember You"  (2009)
- Passion Flower (2009)

### Como Sideman
Con Lester Bowie
- Fast Last! (Muse, 1974)

Con Arthur Blythe
- Illusions (Columbia, 1980)
- Blythe Spirit (Columbia, 1981)

Con Betty Carter
- The Audience with Betty Carter (Bet-Car, 1979)

Con Booker Ervin
- Structurally Sound (Pacific Jazz, 1966)

Con Hank Mobley
- Hi Voltage (Blue Note, 1967)

Con Lee Morgan
- Taru (Blue Note, 1968)

Con David Murray
- Morning Song (Black Saint, 1983)
- I Want to Talk About You (Black Saint, 1986)
- Ming's Samba (Portrait, 1988)
- Fast Life (DIW/Columbia, 1991)
- Ballads for Bass Clarinet (DIW, 1991)
- MX (Red Baron, 1992)
- Jazzosaurus Rex (Red Baron, 1993)
- Saxmen (Red Baron, 1993)
- For Aunt Louise (DIW, 1993)
- David Murray/James Newton Quintet (DIW, 1996)
- Like a Kiss that Never Ends (Justin Time, 2000)

Con Bobby Watson
- Love Remains (Red Records, 1986)